# Kirchrode-Bemerode-Wülferode
Kirchrode-Bemerode-Wülferode ([ˈkɪʁçˌʁoːdə ˈbeːməˌʁoːdə ˈvʏlfəˌʁoːdə] ⓘ) ist der 6. Stadtbezirk in der niedersächsischen Landeshauptstadt Hannover. Er hat 33.180 Einwohner (17.419 Frauen und 15.761 Männer) und besteht aus den Stadtteilen Kirchrode (12.273 Einwohner), Bemerode (19.922 Einwohner) und Wülferode (985 Einwohner) (Stand: 31. Dezember 2022).

## Kirchrode
Das früher selbstständige Dorf Kirchrode wurde 1907 nach Hannover eingemeindet. Heute liegt der Stadtteil im Grünen und hat mit großzügigen Grundstücken, entsprechenden Wohnbauten wie Villen den Charakter eines bürgerlich-gehobenen Stadtteils. Naherholungsziele wie der Hermann-Löns-Park und die Eilenriede sind schnell erreichbar. Im Tiergarten können Spaziergänger Damwild, Rotwild, Rehe, Wildschweine und weiteres Kleinwild beobachten. Der Park entstand aus einem herzoglichen Jagdrevier. 1679 sonderte Herzog Johann Friedrich einen Teil des damals weitläufigen Waldes ab, gatterte diesen ein und ließ hier Damhirsche ansiedeln. Bis ins 18. Jahrhundert fanden im Park fürstliche Jagden statt.
Die Märcheneiche am Tiergarten, der Findling Tessenowweg 11 und der Feldahorn am Kirchröder Turm sind als Naturdenkmale geschützt.
Erstmals um 1150 wurde am Kleinen Hillen eine Kirche errichtet. Der Turm der heute evangelischen Jakobikirche stammt in seiner heutigen Form aus dem 14. Jahrhundert. Das Kirchenschiff wurde von 1782 bis 1794 neu gebaut. 1964 wurde die katholische Kirche Zu den heiligen Engeln erbaut, 2011 die alt-katholische Kirche St. Maria Angelica.
Zwischen 1924 und 1929 wurde im Bereich von Bünteweg und Lange-Hop-Straße ein Viertel im Gartenstadt-Stil errichtet, das MAN-Stahlhaus 1951. Im Jahre 1953 wurde der Westfalenhof am Bünteweg für die Tierärztliche Hochschule Hannover erworben, die bis zum heutigen Tage hier ihren Hauptsitz hat.
Im Ortskern im Kreuzungsbereich von Tiergartenstraße, Großer Hillen und Brabeckstraße bestehen Einkaufsmöglichkeiten. Hier steht die 1984 erschaffene Plastik Klönschnack des Allgäuer Künstlers Fidelis Bentele.
In der Tiergartenstraße liegen fünf barrierefreie Haltestellen der C-Ost-Strecke der Stadtbahn Hannover. Hier verkehrt die Stadtbahnlinie 5 (Stöcken–Anderten). Zwei Buslinien erschließen Kirchrode und (Alt-)Bemerode und führen in die Bezirke Döhren-Wülfel und Buchholz-Kleefeld sowie den Stadtteil Misburg-Nord. Zwei weitere Buslinien erschließen Kirchrode und führen in die Bezirke Südstadt-Bult und Mitte und den Stadtteil Anderten sowie in die Stadt Sehnde und weiter bis Mehrum.
Kirchrode gilt als „gehobene“ Wohnlage.

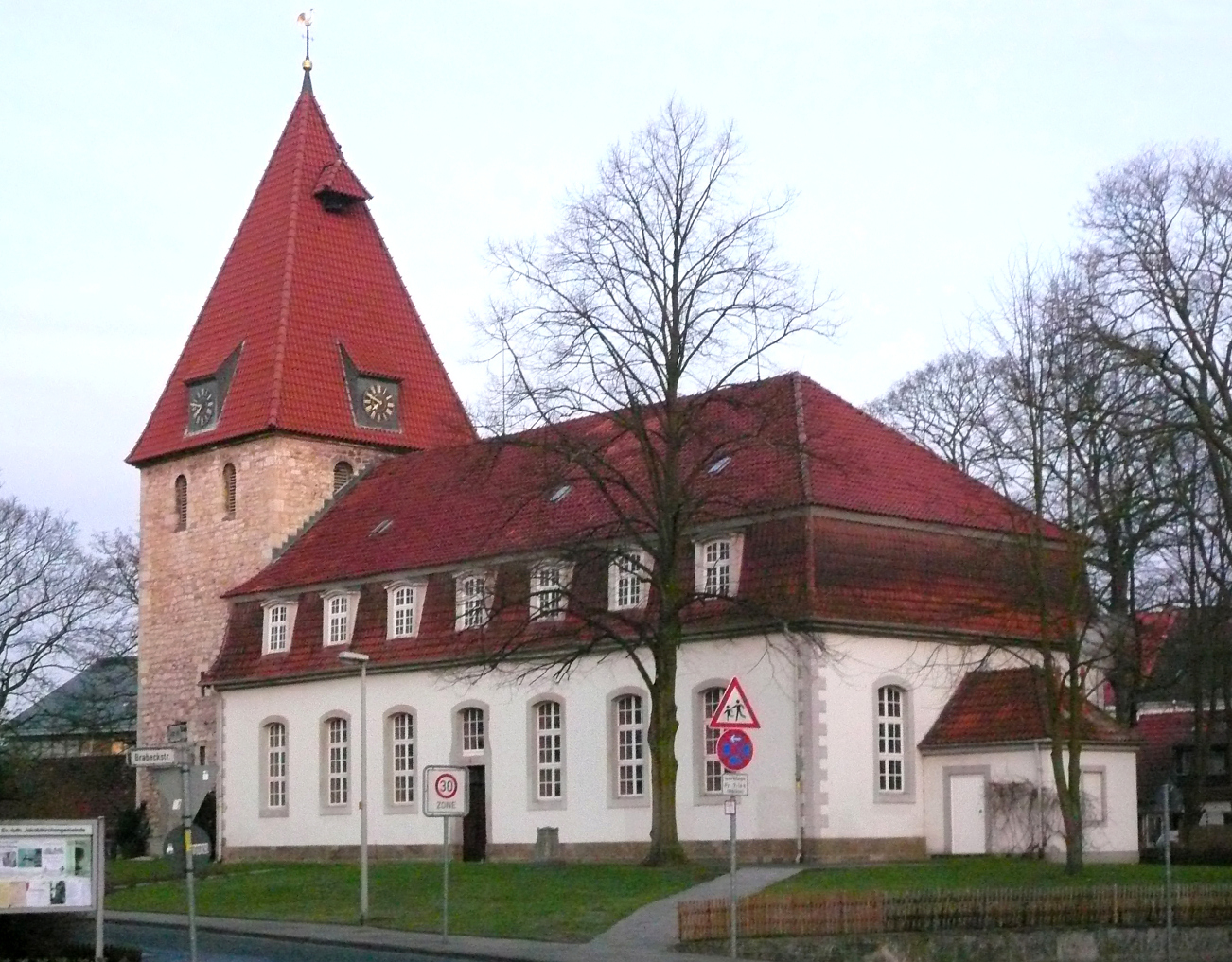
Jakobikirche Kirchrode
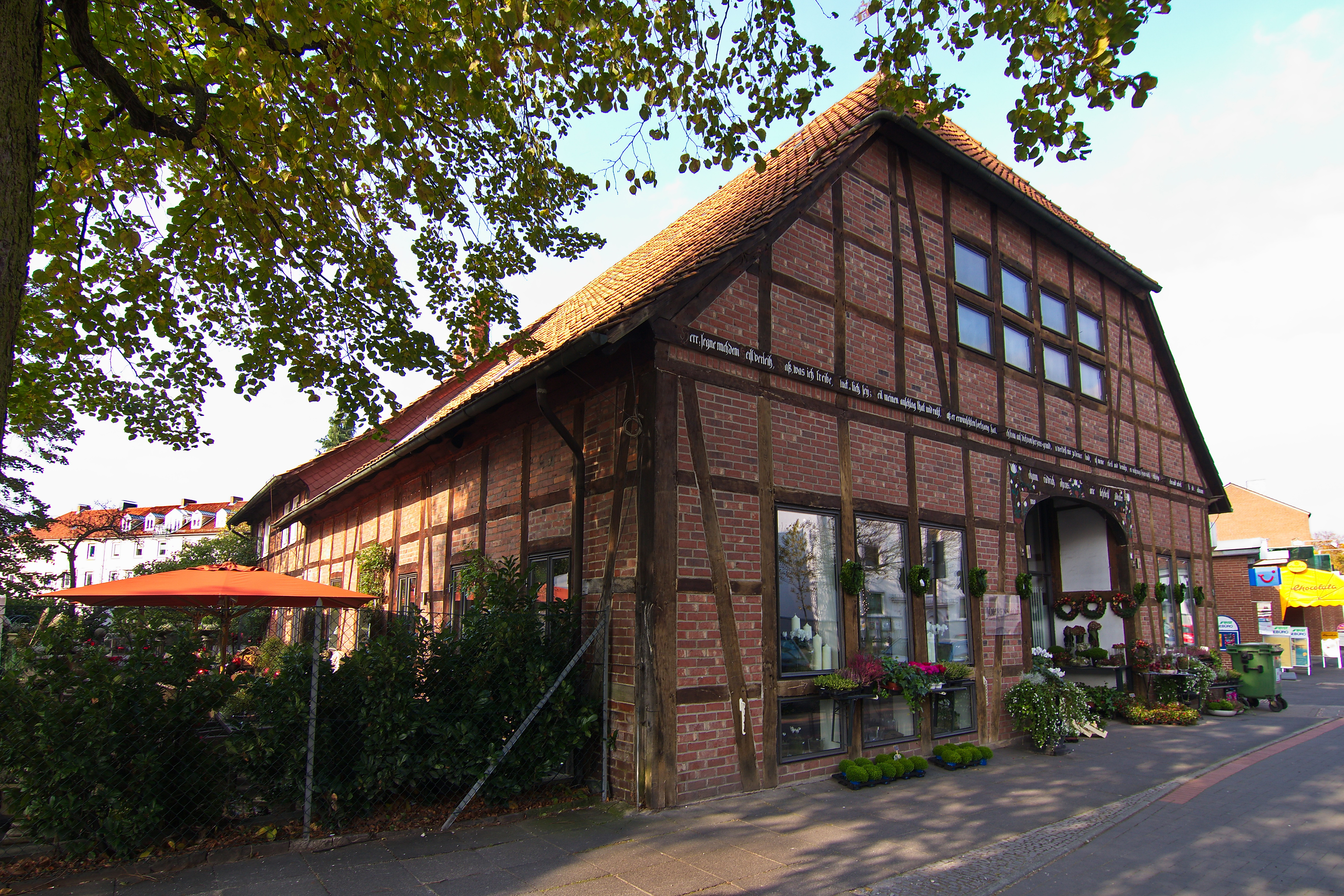
Fachwerkhaus in der Brabeckstraße
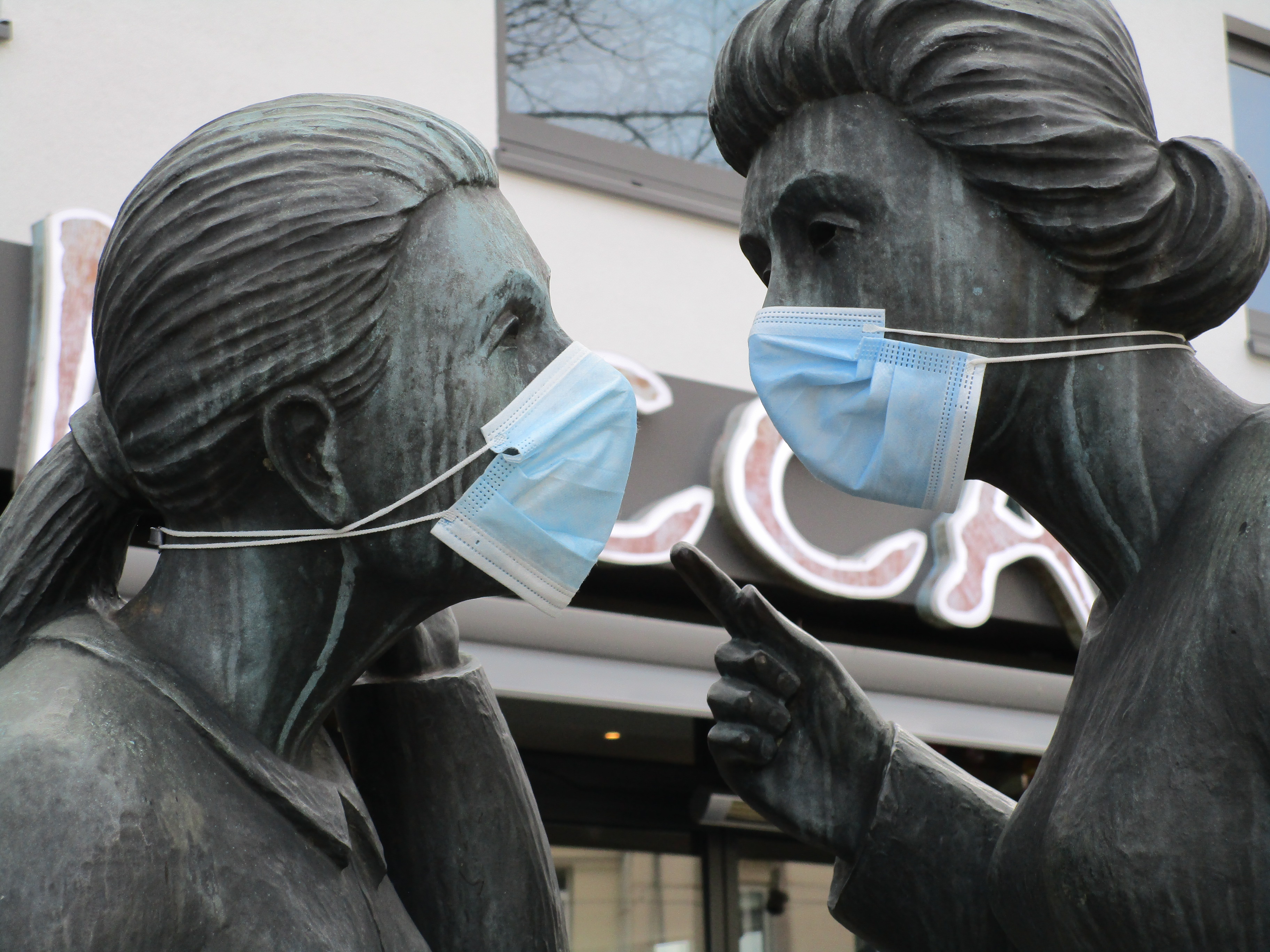
Plastik Klönschnack  von Fidelis Bentele am Klönschnackplatz, in Pandemiezeiten „verziert“
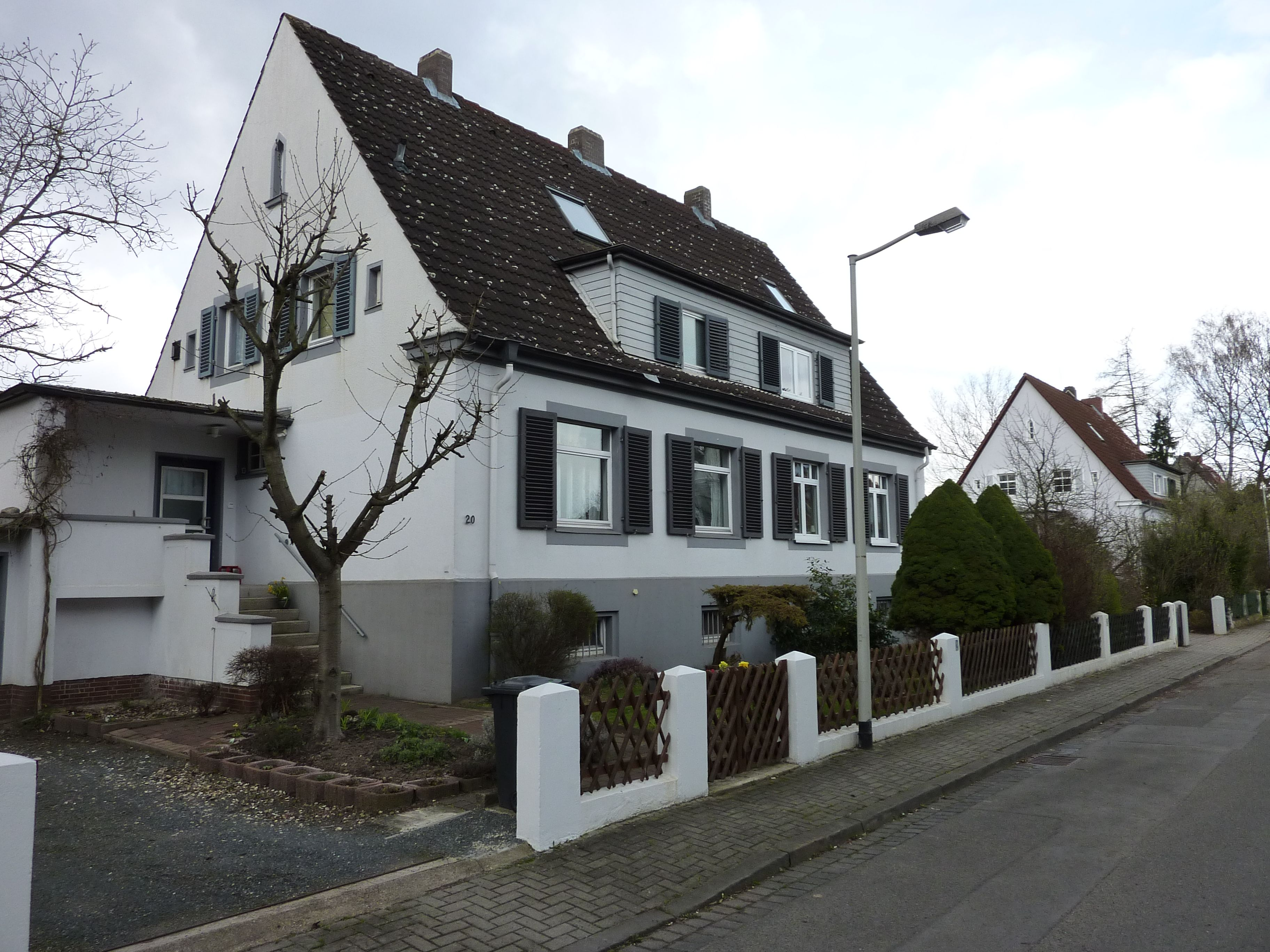
Häuser im Gartenstadt-Stil
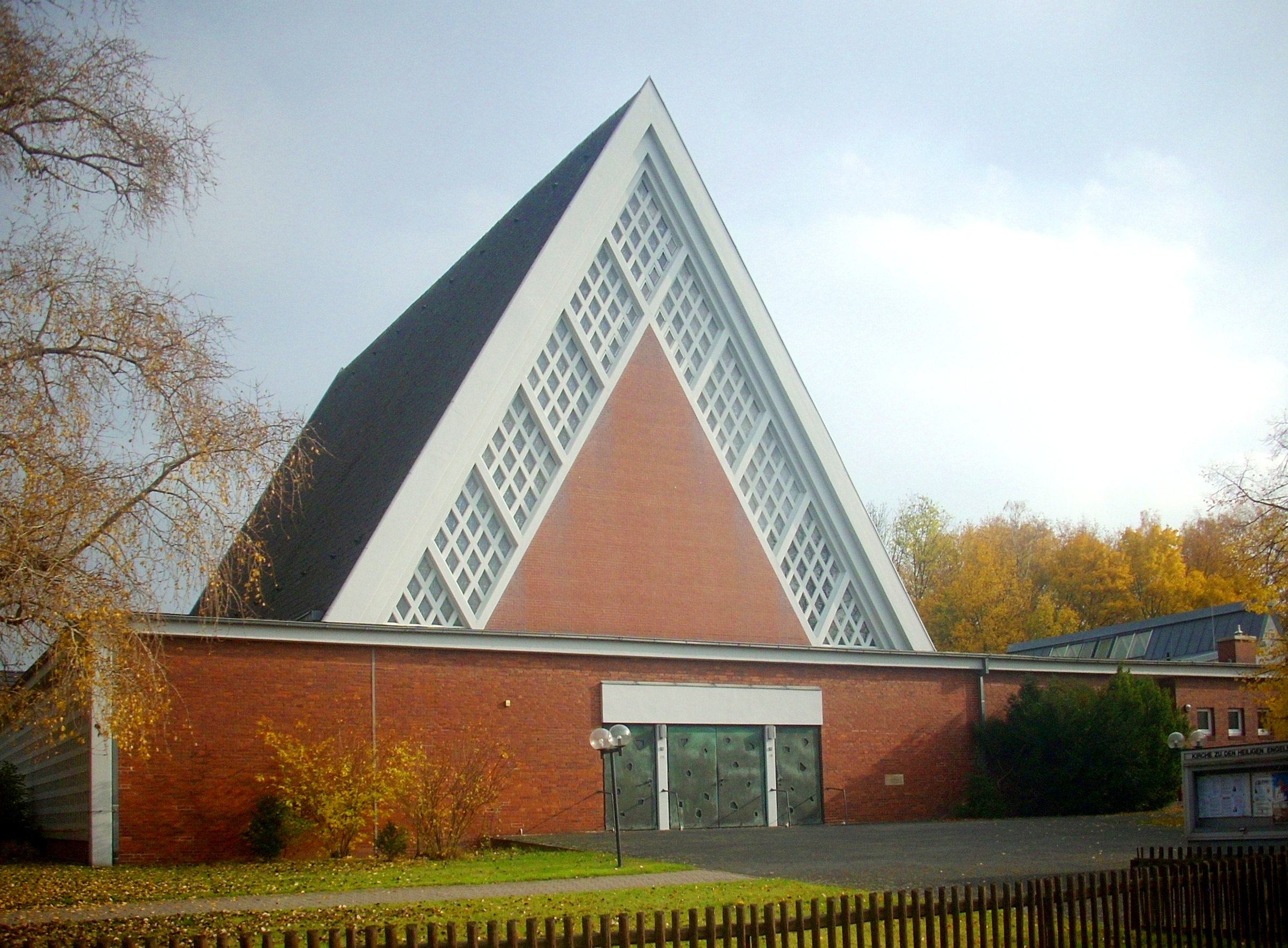
Kirche Zu den heiligen Engeln

## Bemerode
Der Stadtteil ist mit 19.486 Einwohnern einer der bevölkerungsreichsten Stadtteile von Hannover. Neben dem eigentlichen alten Dorf Bemerode gehört das im Rahmen der Weltausstellung Expo 2000 erschlossene Siedlungsgebiet auf dem Kronsberg zum Stadtteil. Hier wohnt heute fast die Hälfte der Einwohner des Stadtteils.
Bemerode ist seit 1999 an das hannoversche Stadtbahnnetz angeschlossen. Die zur Expo errichtete D-Süd-Strecke verläuft zunächst entlang der Bemeroder Straße und hat hier fünf mit Hochbahnsteigen ausgestattete Stationen. Im Verlauf des Lubowitzweges unterquert sie im Tunnel die Brabeckstraße. Es schließt sich die U-Bahn-Station Brabeckstraße (bis 2009: Bemerode/Mitte) an. Die nach oben offene Station ist – neben der U-Bahn-Station Mühlenberger Markt – die einzige U-Bahn-Station außerhalb des Stadtzentrums und der ans Stadtzentrum angrenzenden Stadtteile. Im weiteren Verlauf wird das Stadtviertel Kronsberg mit vier Hochbahnsteig-Haltestellen erschlossen. Auf der D-Süd-Strecke verkehrt die Stadtbahnlinie 6 (Nordhafen – Messe/Ost), bei Messen und größeren Veranstaltungen zusätzlich die Bedarfslinie 16 (Königsworther Platz – Messe/Ost).
Im Norden verläuft der Südschnellweg und im Westen der Messeschnellweg am Stadtteil vorbei.

### (Alt-)Bemerode

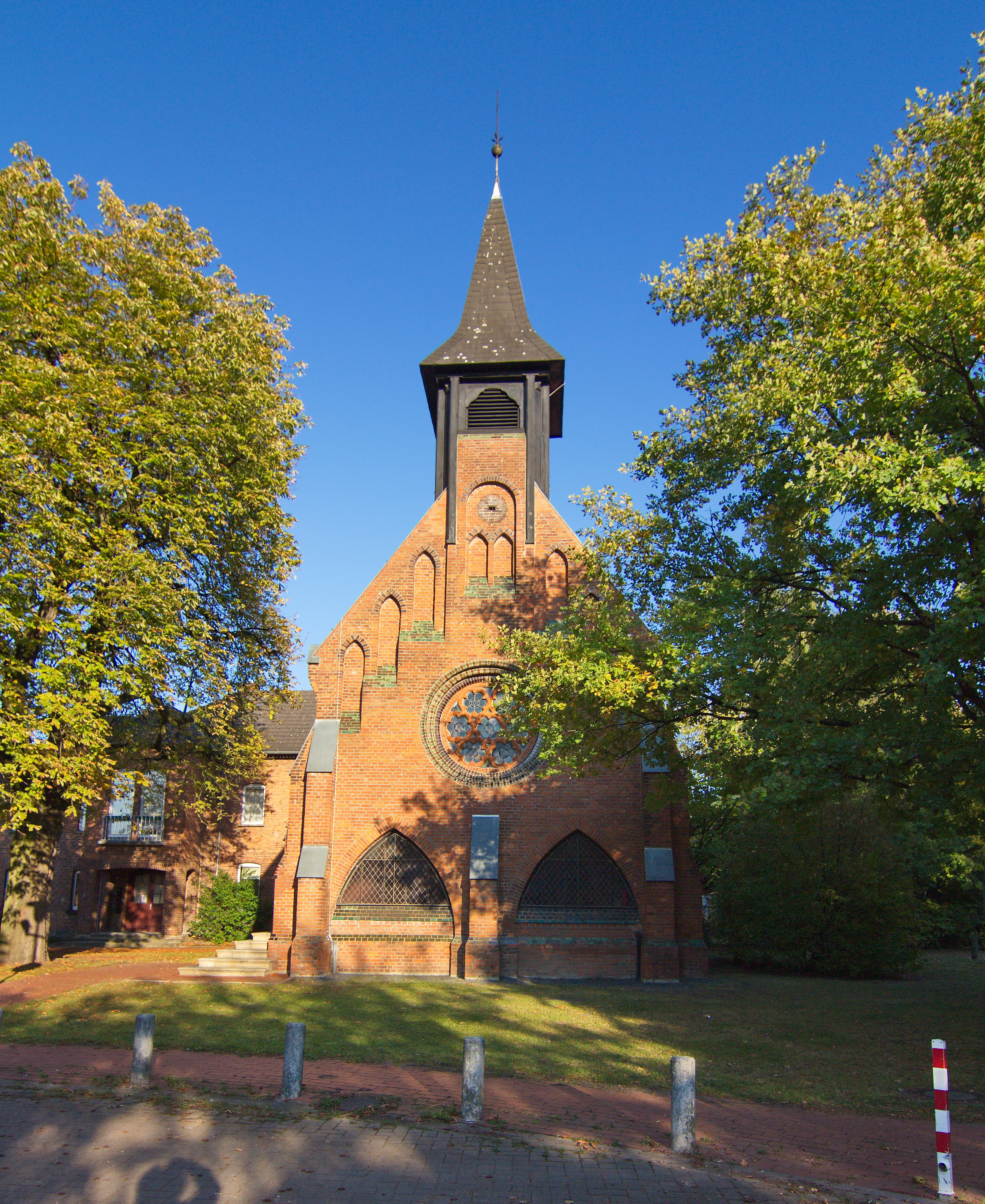
St.-Johannis-Kapelle

Bemerode wurde 1204 erstmals namentlich erwähnt. 1735 fand hier eine große „Heerschau“ der kur-braunschweig-lüneburgischen Armee statt, die Revue bei Bemerode. Am 1. März 1974 wurde Bemerode zusammen mit den benachbarten Dörfern Anderten und Wülferode im Zuge der niedersächsischen Kommunalreform nach Hannover eingemeindet.
Im alten Dorfkern an der Wülfeler Straße befindet sich die neugotische Backsteinkapelle St. Johannis von 1867. Hier liegen zudem der Gutshof der Familie von Graevemeyer und das Rittergut Bemerode II. der Familie Mörlins. Dort steht die als Naturdenkmal geschützte Eiche im Gutspark Bemerode.
Der Bemeroder Rathausplatz ist der Mittelpunkt des alten Stadtteils. Im ehemaligen Bemeroder Rathaus ist eins von acht hannoverschen Bürgerämtern untergebracht. Hier tagt alle ein bis zwei Monate der Bezirksrat. In der Nähe befindet sich die 1962 erbaute St.-Johannis-Kirche sowie die Grundschule Am Sandberge. Den nördlichen Stadtteil prägen Einfamilienhäuser, zur Mitte hin wurden hauptsächlich dreigeschossige Mehrfamilienhäuser errichtet.
Die 1888 gegründete Freiwillige Feuerwehr Bemerode teilt sich mit der benachbarten Freiwilligen Feuerwehr Kirchrode das 2006 neu errichtete Feuerwehrhaus am Döhrbruch. Der Reit- und Voltigierverein, der Schützenverein und der TSV Bemerode prägen das Vereinsleben des Stadtteils.

### Kronsberg

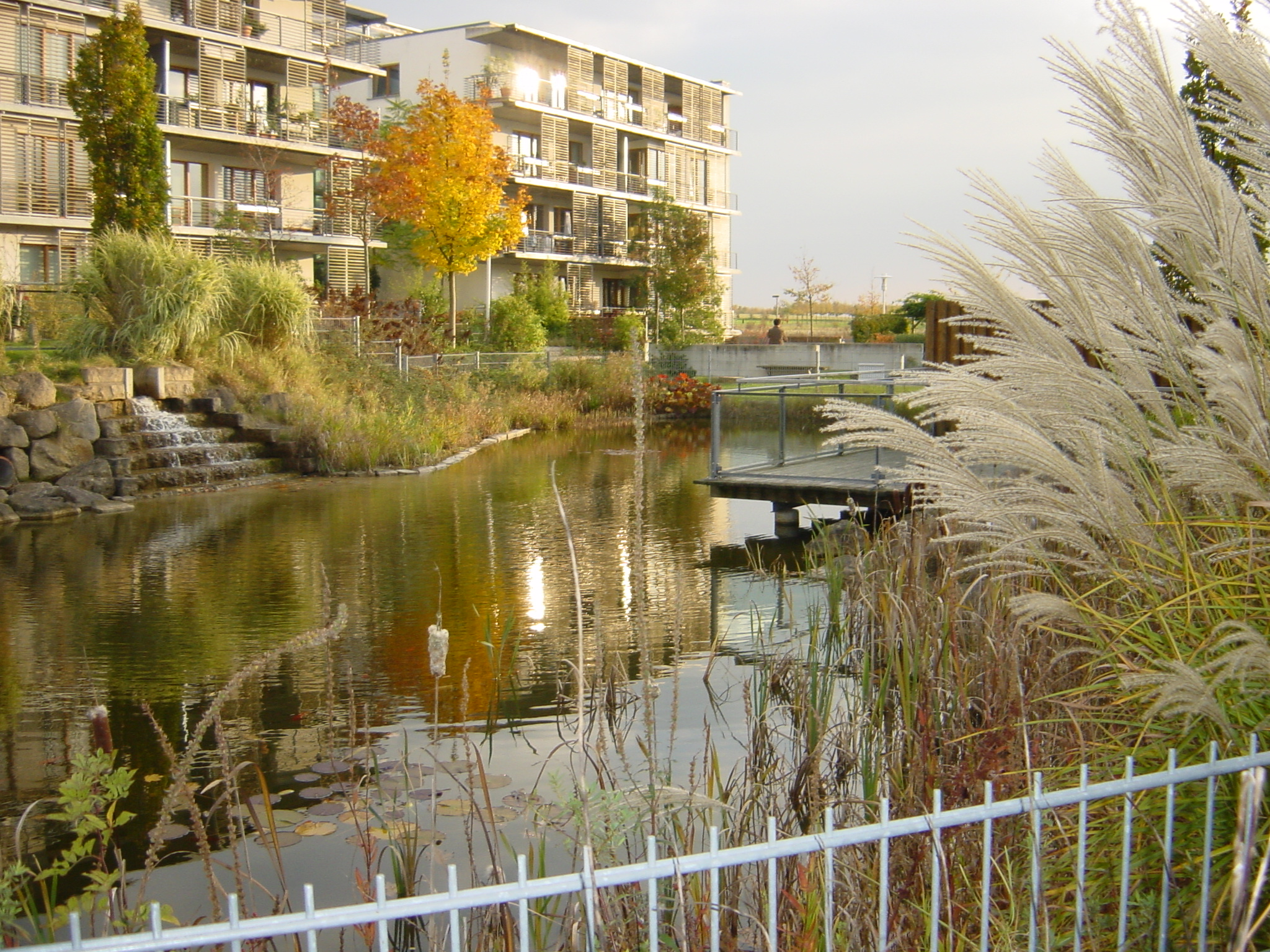
Innenhof im Stadtviertel

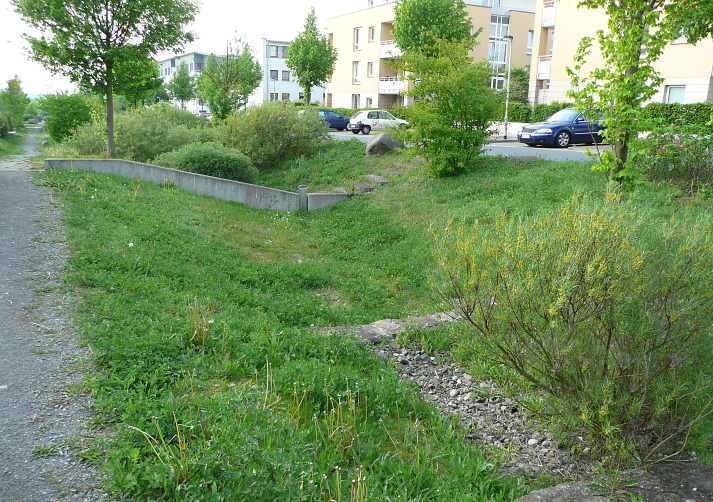
Mulden-Rigolensystem zur Aufnahme von abfließendem Oberflächenwasser

Am Westhang des Kronsberges entstand Ende der 1990er Jahre im Zusammenhang mit der EXPO 2000 die unter ökologischen Gesichtspunkten errichtete Expo-Siedlung am Kronsberg. Das Stadtviertel wird aufgrund der eigenständigen Entwicklungsgeschichte und besonderen Struktur oft als eigener Stadtteil wahrgenommen. Auf dem Weltstädtegipfel World City Summit 2012 in Singapur wurde das Wohngebiet als eines der hundert innovativsten Infrastrukturprojekte der Welt gewürdigt.
Das Wohngebiet besteht aus rund 3000 Wohneinheiten in zwei- bis viergeschossiger Bauweise. Es ist ein ausgiebiges Infrastrukturangebot mit Schulen, Kindergärten, Läden, Stadtteilzentrum KroKuS und dem Evangelischen Kirchenzentrum Kronsberg vorhanden. Durch eine flächensparende Bauweise, hohe Bebauungsdichte, klare Baukanten und kompakte Baukörper entstand ein städtischer Charakter mit vielfältiger Architektur. Erstmals wurde in Deutschland eine Wohnsiedlung mit über 70 ha Größe flächendeckend in Niedrigenergiehaus-Bauweise errichtet. Pro Haushalt liegt der Heizenergieverbrauch etwa 40 % und der CO2-Ausstoß fast 75 % niedriger als bei konventionell erstellter Bebauung. In der gleichen Zeit entstanden auch 32 Reihenhäuser in Passivhaus-Standard. Im Norden der bereits bestehenden Siedlung wird weiter gebaut; etwa 100 städtische Grundstücke werden für weitere Passivhäuser (Einfamilien-, Doppel- und Reihenhäuser) zur Verfügung gestellt.
Stand Januar 2013 wohnten 7150 Menschen im Stadtviertel in 2600 Mietwohnungen, 150 Eigentumswohnungen und etwa 400 Reihenhäusern, Doppelhaushälften und Einfamilienhäusern.
Im Stadtviertel wird das Regenwasser trotz des problematischen Mergelbodens nahezu vollständig versickert. Erreicht wird dies auch durch Minimierung von versiegelten Flächen und Dachbegrünungen. In den öffentlichen Straßenräumen erfolgt die vollständige Regenwasserversickerung durch seitlich angelegte Gräben und Kiesbetten, die ein elf Kilometer langes Mulden-Rigolen-System ergeben.
Über 1000 Straßenbäume prägen das Straßenbild. Es gibt mit dem Oheriedenpark im Norden und dem Kattenbrookpark im Süden zwei Quartierparks. Zusätzlich wurden im angrenzenden Landschaftsraum etwa 650 Straßenbäume gepflanzt und ehemalige Ackerflächen aufgeforstet. Es entstanden zahlreiche Wander- und Radwege.

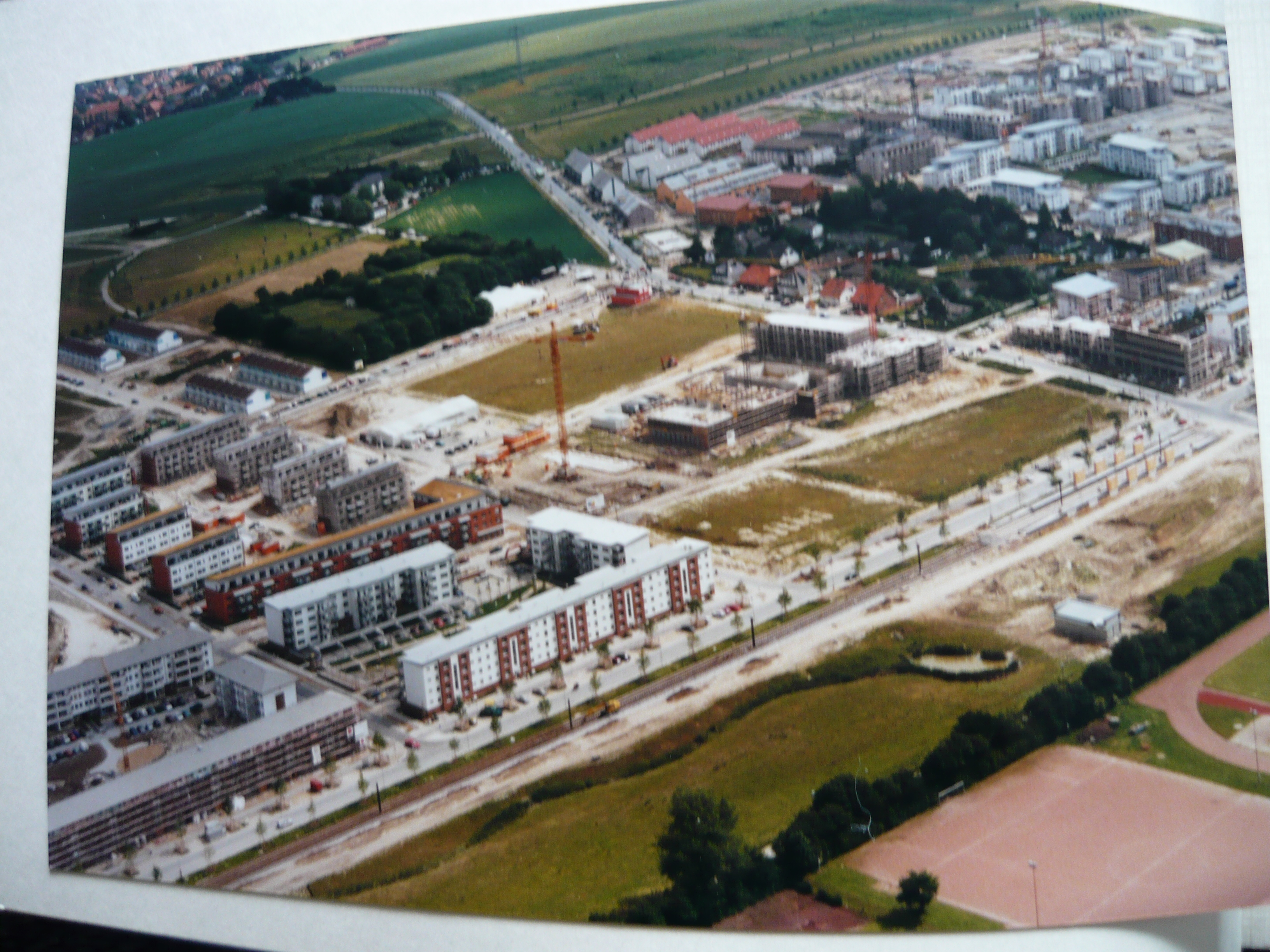
Expo-Siedlung im Bau, etwa 1999
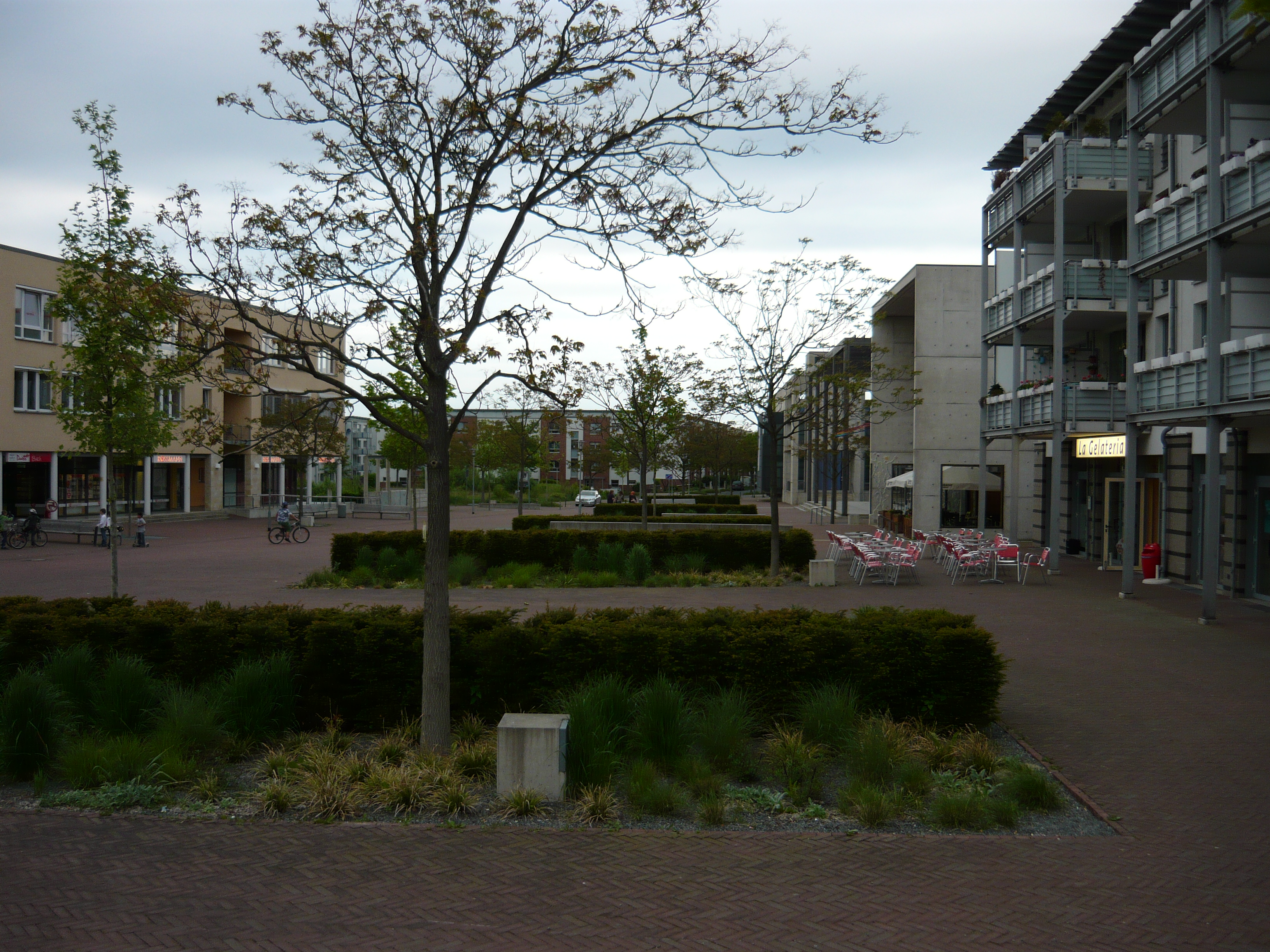
Thie, Mittelpunkt des Stadtviertels
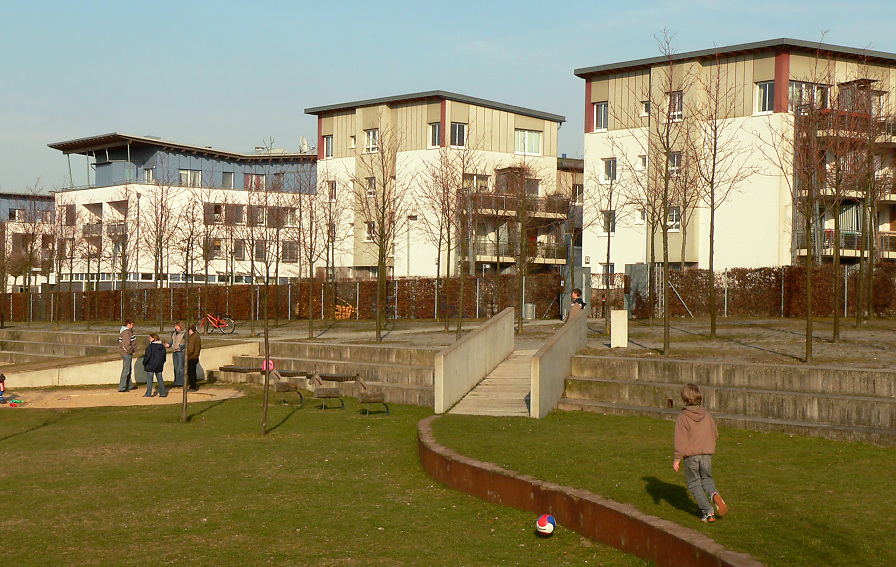
Parkähnliche Anlage

### Erweiterungen: Kronsberg-Süd und Kronsberg-Nord
In den 2000er Jahren galt der Wohnungsmarkt in Hannover als entspannt. Deswegen kam es nur in geringem Umfang zu kleineren Ergänzungsbauten am Kronsberg. In den 2010er Jahren kam es wieder zu Wohnungsnot und starkem Anstieg der Mieten, so dass zahlreiche Neubaugebiete in der Stadt geplant wurden, das größte davon am südlichen Kronsberg.
Dort entsteht nicht weit entfernt in südlicher Richtung vom bestehenden Wohnquartier das Wohngebiet Kronsberg-Süd, in dem ab 2019 rund 3500 eher größere Wohneinheiten für bis zu 9000 Menschen gebaut werden. Geplant sind außerdem ein weiteres großes Einkaufszentrum und eine weitere Grundschule. Durch den Bau wird es Anfang der 2020er Jahre zu einer Verdoppelung der Einwohnerzahl am Kronsberg kommen.
Nördlich des bestehenden Wohngebiets war ab 2022 der Bau der Ökosiedlung ecovillage hannover für etwa 1000 Bewohner geplant, die 2024 scheiterte.

## Wülferode
Wülferode liegt am Osthang des Kronsbergs. Die Grenzen zu den benachbarten Stadtteilen Bemerode im Westen und Anderten im Norden verlaufen ausschließlich in der Feldmark, so dass es keinen direkten Übergang in der Bebauung zu diesen Stadtteilen gibt. Die dörfliche Struktur ist dadurch erhalten geblieben.
Die Kapelle Wülferode wurde im Jahr 1756 als Fachwerkbau errichtet. Ihre Glocke stammt aus dem Jahr 1644 und wurde von dem hannoverschen Glockengießer Ludolf Siegfriedt geschaffen. Der Ort verfügt über eine Busverbindung zur Haltestelle Kronsberg der Stadtbahnlinie 6, dagegen über kein Geschäft zur Nahversorgung. Freizeitmöglichkeiten bestehen in einem Jugendtreff, einem Spielplatz, beim Sportverein TSV Wülferode, der Freiwilligen Feuerwehr Wülferode und der Bürgergemeinschaft Wülferode. In einem Gasthaus finden Gäste die kürzeste Theke Hannovers. Naherholungsgebiete sind die Waldgebiete Gaim und Bockmerholz. Durch die Gaim verläuft die A 7 mit der dort befindlichen Autobahnraststätte Hannover-Wülferode. Am 1. März 1974 wurde Wülferode im Zuge der niedersächsischen Kommunalreform nach Hannover eingemeindet.

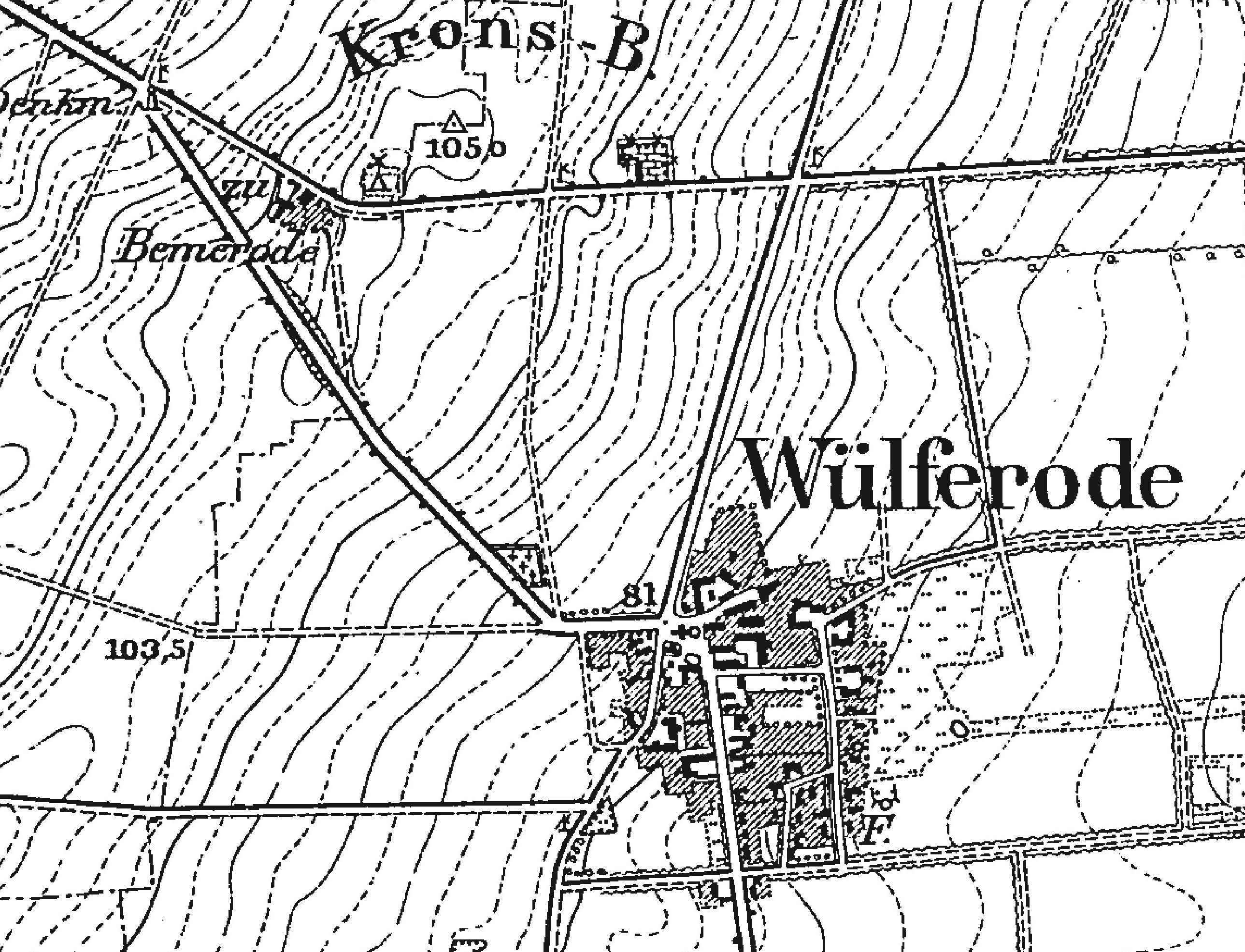
Wülferode 1896
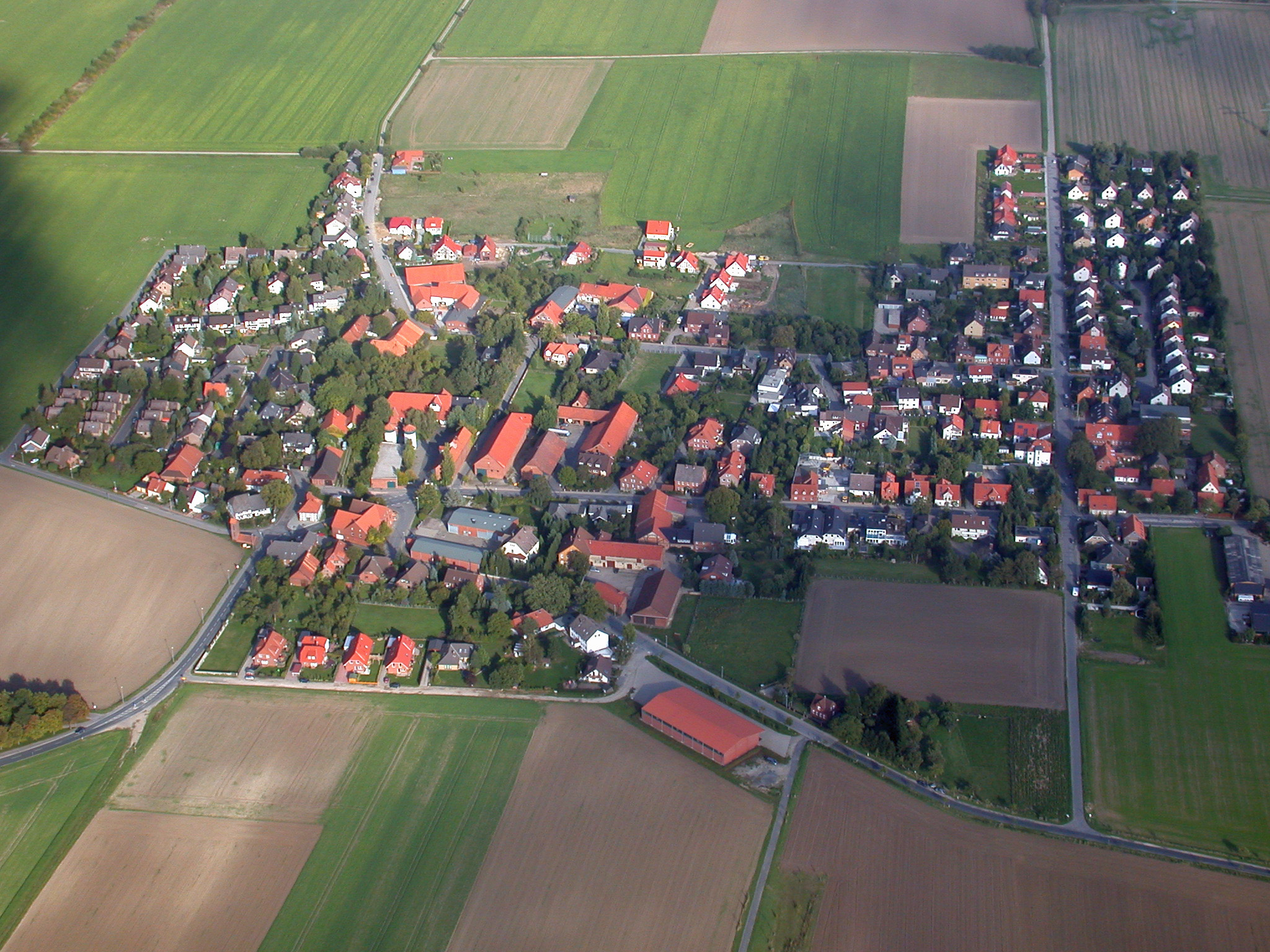
Wülferode aus der Luft gesehen
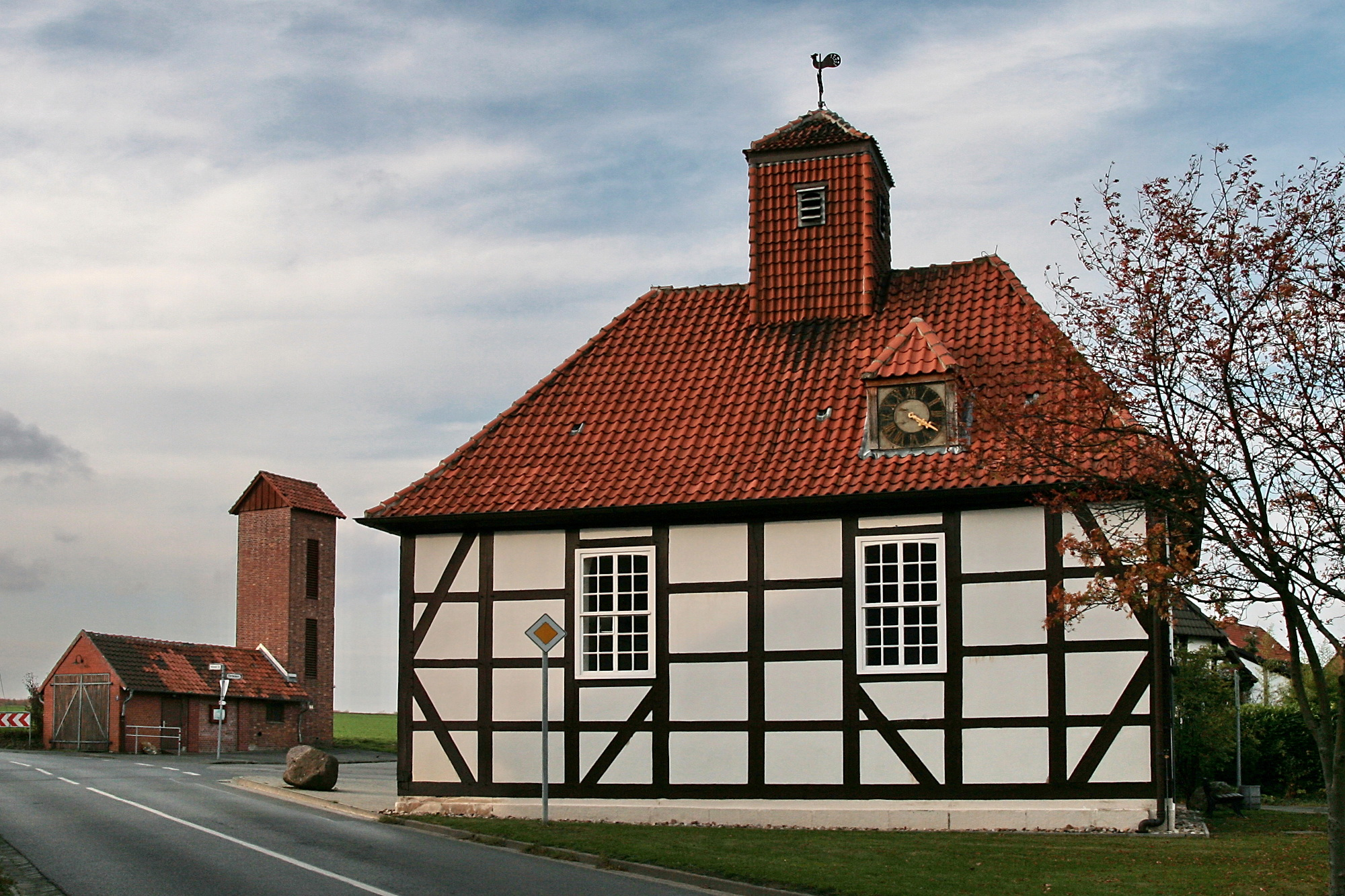
Kapelle Wülferode

## Stadtbezirksrat
Der Stadtbezirksrat Kirchrode-Bemerode-Wülferode, besteht aus 19 hierfür gewählten Mitgliedern. Während der fünfjährigen Wahlperiode von 2021 an besteht der Bezirksrat nur aus 18 Mitgliedern. Der Bezirksrat tagt etwa achtmal im Jahr öffentlich meistens im Rathaus Bemerode, zuweilen auch in der IGS Kronsberg oder im Stadtteilzentrum KroKus. Die Zusammensetzung des Bezirksrates, seine Mitglieder und deren Erreichbarkeit sowie die Sitzungstermine werden auf Hannover.de dargestellt.
Die Stadt Hannover hat in ihrer Hauptsatzung von der Möglichkeit des Niedersächsischen Kommunalverfassungsgesetzes Gebrauch gemacht, dass die Mitglieder des Rates, deren Wahlbereich ganz oder teilweise im jeweiligen Stadtbezirk liegt oder die dort wohnen, dem Stadtbezirksrat mit beratender Stimme angehören.
Seit 2001 verleiht der Bezirksrat die Ehrenplakette des Stadtbezirkes Kirchrode-Bemerode-Wülferode an verdiente Bürger des Stadtbezirkes. Die Verleihung findet jährlich beim traditionellen Empfang des Bezirksrates statt.
In seiner konstituierenden Sitzung im November 2021 wählte der Bezirksrat zu Beginn seiner fünfjährigen Wahlperiode erneut Bernd Rödel (SPD) zum Bezirksbürgermeister und Regine Kramarek (Grüne) zu seiner Stellvertreterin.
Wahl 2021
Bei der Kommunalwahl vom 12. September 2021 wurde die CDU mit 6 Sitzen wieder die stärkste Partei. Die SPD erreichte 5 Sitze, die Grünen steigerten sich auf 4 Sitze, die FDP bekam zwei Sitze und die LINKE und die AfD je einen Sitz. Von den 19 gewählten Mitgliedern des Bezirksrates sind sieben Frauen (CDU drei, SPD und Grüne je zwei). Der gewählte Kandidat der AfD nahm das Mandat nicht an. Da diese Partei weitere Kandidaten nicht aufgestellt hatte, wird der Bezirksrat in der Wahlperiode vom 1. November 2021 an nur aus 18 Mitgliedern bestehen.
Wahl 2016
Bei der Kommunalwahl am 11. September 2016 wurde die CDU mit 37,8 % der Stimmen (7 Sitze) wieder die stärkste Partei im Stadtbezirk. Die SPD wurde mit 29,4 % (6 Sitze) zweitstärkste Partei, die Grünen wurden mit 13,9 % (3 Sitze) drittstärkste Kraft. Es folgten die FDP mit 12,1 % (2 Sitze) und die LINKE mit 5,9 % (1 Sitz). SPD, Grüne und der Kandidat der Linkspartei schlossen sich zu einem Bündnis zusammen, das 2017 wieder gelöst wurde.

## Bevölkerungsentwicklung

Einwohnerentwicklung im Stadtbezirk

| Entwicklung der Bevölkerungszahl seit 2011 | Entwicklung der Bevölkerungszahl seit 2011 | Entwicklung der Bevölkerungszahl seit 2011 | Entwicklung der Bevölkerungszahl seit 2011 | Entwicklung der Bevölkerungszahl seit 2011 |
| ------------------------------------------ | ------------------------------------------ | ------------------------------------------ | ------------------------------------------ | ------------------------------------------ |
| Jahr                                       | Bemerode                                   | Kirchrode                                  | Wülferode                                  | Gesamt                                     |
| 2011                                       | 18.418                                     | 11.111                                     | 874                                        | 30.403                                     |
| 2012                                       | 18.628                                     | 11.260                                     | 892                                        | 30.780                                     |
| 2013                                       | 18.834                                     | 11.490                                     | 864                                        | 31.188                                     |
| 2014                                       | 18.873                                     | 11.698                                     | 864                                        | 31.435                                     |
| 2015                                       | 19.115                                     | 11.837                                     | 890                                        | 31.842                                     |
| 2016                                       | 19.101                                     | 11.936                                     | 911                                        | 31.948                                     |
| 2017                                       | 19.235                                     | 11.936                                     | 898                                        | 32.069                                     |
| 2018                                       | 19.323                                     | 12.004                                     | 913                                        | 32.240                                     |
| 2019                                       | 19.421                                     | 12.048                                     | 925                                        | 32.394                                     |
| 2020                                       | 19.453                                     | 12.222                                     | 950                                        | 32.625                                     |